# Embriofetopatie
Le embriofetopatie sono un gruppo di anomalie congenite che si manifestano non per cause intrinseche (genetiche), ma per cause estrinseche durante lo sviluppo del feto.
Le alterazioni possono avvenire durante lo sviluppo dell'embrione (5ª-10ª settimana), durante l'organogenesi o ancora in momenti successivi. Le anomalie (comunemente dette "malformazioni") possono essere anatomiche, funzionali, o spesso anatomo-funzionali (cioè constano di un'anomalia anatomica con associato danno funzionale, come accade nelle anomalie cardiache o per i difetti di sviluppo del sistema nervoso).
Le cause possono essere:
- Biologiche: danno causato da microrganismi patogeni (virus, batteri, funghi, parassiti)
- Metaboliche o nutrizionali
- Chimiche e Fisiche (sostanze tossiche, danno da radiazioni)

## Agenti biologici
Le alterazioni causate da agenti biologici sono quelle più note da un punto di vista clinico e fisiopatologico. I virus per esempio determinano gravi danni a carico del sistema nervoso ed ematologico del feto inducendo, a seconda della gravità, ritardo dello sviluppo, malformazioni, morte prenatale (aborto).
La diagnosi dell'avvenuta infezione intrauterina si esegue mediante la rivelazione di IgM specifiche presenti nel sangue fetale o nel cordone ombelicale, dato che queste Ig non sono in grado di attraversare la placenta. Un risultato positivo indica quindi l'avvenuta infezione e risposta immunitaria dell'embrione.
I patogeni maggiormente responsabili sono raggruppabili con il nome di complesso TORCH: 
- Toxoplasma (parassita)
- Rosolia
- Citomegalovirus
- Herpex virus (inclusa la "varicella")

Inoltre, possono essere teratogeni il Morbillivirus (famiglia dei Paramixovidae) ovvero il "morbillo", i Parvovirus, e alcuni batteri: Listeria, Micobatteri (TBC / tubercolosi), Salmonella Typhi, Stafilococco.

Non è certo che il virus influenzale sia in grado di danneggiare il feto in modo specifico. Vi può essere un danno aspecifico dovuto all'aumento di temperatura corporea proprio dello stato febbrile, o ad un'ipossia fetale legata a complicanze bronco-polmonari nella madre.
Il virus HIV presente nella madre - affetta o meno dalla relativa manifestazione clinica (AIDS) - può causare AIDS neonatale, ovvero un completo malfunzionamento del sistema immunitario del neonato.

## Fattori nutrizionali e metabolici
È evidente come un corretto apporto calorico e nutrizionale nella donna in gravidanza sia alla base del corretto sviluppo embrio-fetale, l'organismo del nascituro è costituito da protidi, gludidi e lipidi la cui unica fonte è l'organismo materno attraverso la placenta: il fabbisogno calorico della madre aumenta circa del 20% in gravidanza, quello proteico di circa 6g/die, denutrizione o malnutrizione possono portare a morte intrauterina, basso peso alla nascita, malformazioni. Inoltre è fondamentale l'apporto di minerali e di vitamine (costituenti dell'organismo che esso non è in grado di fabbricare a partire da protidi, gludidi e lipidi): carenze di calcio portano a insufficiente sviluppo scheletrico; carenze di acido folico possono danneggiare il sistema emopietico del feto, oppure portare all'insorgenza di un'anomalia congenita quale la spina bifida; carenze di vitamina B12 pure danneggiano lo sviluppo del sistema nervoso.
Fra i fattori metabolici, il diabete della madre può causare al nascituro eccessivo peso alla nascita (macrosomia fetale), intolleranza ai carboidrati, ipoglicemia, e raramente anche morte intrauterina.

## Agenti chimici e fisici
Sono molti gli agenti chimici - farmaci, sostanze alimentari, stupefacenti, ambientali - che possono causare embriofetopatie ed avere azione teratogena (contro il feto).
In genere si cerca di evitare di somministrare farmaci alle donne in gravidanza; se strettamente necessario si prescrivono quelli documentatamente non-teratogeni.
La tossicità del farmaco dipende comunque dal momento in cui viene somministrato, dalla dose e dalla modalità di assunzione (se assunto insieme ad altri farmaci si può avere effetto sinergico). La tossicità dipende anche dal metabolismo della madre, poiché talune sostanze devono essere metabolicamente attivate.
Esempi di farmaci con possibile azione teratogena:
- Talidomide: antiemetico
- Farmaci anticonvulsivanti
- Retinoidi
- Farmaci anticoagulanti (Warfarina)
- Chemioterapici e immunosoppressori

(gli ultimi, per loro propria e specifica funzione, ostacolano la replicazione e/o il metabolismo cellulare)
Fra le sostanze potenzialmente teratogene che la donna in gravidanza può volontariamente assumere, farmaci a parte, vanno ricordati: l'alcol etilico, che può provocare ritardo mentale, alterazioni scheletriche cranio-facciali, anomalie cardiache (sindrome fetale alcolica); il fumo di sigaretta, che ha un impatto negativo sullo sviluppo dell'embrione e del feto (ridotto peso alla nascita, aumentata suscettibilità alle infezioni); fra le sostanze stupefacenti, la cocaina può causare gravi ritardi nello sviluppo sia mentale che fisico dell'embrione o feto; l'eroina causa tossicodipendenza nel nascituro/neonato, con crisi d'astinenza; la cannabis anomalie comportamentali.
Fra le sostanze di origine ambientale, sono teratogeni i metalli pesanti (piombo, mercurio, arsenico ecc.), molti solventi e altri composti usati nelle lavorazioni industriali, e alcuni agenti chimici usati in agricoltura: esempio noto è l'ormai abbandonato Agente Arancio, ma anche fitofarmaci più comuni possono essere teratogeni: anticrittogamici, insetticidi, ecc. sebbene la potenzialità teratogena va comunque accertata con indagini approfondite per ciascun principio attivo.
Per quanto riguarda invece gli agenti fisci, le radiazioni ionizzanti in grado di raggiungere l'embrione o feto - ovvero le radiazioni elettromagnetiche X e gamma - causano danni al DNA delle cellule, quindi ostacolano potenzialmente ogni campo dello sviluppo embrio-fetale. Per questo si evitano radiografie, TAC, e in genere tutte le indagini radiologiche che implichino esposizione a radiazioni ionizzanti, nelle donne in gravidanza.